# .la
.la is het internet landcode topleveldomein van Laos.
De registrator is www.la, gevestigd op het kanaaleiland Guernsey. De domeinnamen horen toe aan Laos, maar soms worden ze (ten onrechte) aangeboden als de officiële extensie van Los Angeles.